# 水島見一
水島 見一（みずしま　けんいち、1950年-　）は、浄土真宗の仏教学者、大谷大学教授。
富山県生まれ。1973年大谷大学文学部仏教学科卒業。78年同大学院博士後期課程満期退学。大谷高等学校教諭、2002年大谷大学文学部真宗学科専任講師、助教授、2007年准教授、教授、副学長。2011年「近・現代真宗教学史研究序説 真宗大谷派における改革運動の軌跡」で大谷大学博士（文学）。

## 著書
- 『近代真宗史論 高光大船の生涯と思想』法藏館 2004
- 『大谷派なる宗教的精神 真宗同朋会運動の源流』真宗大谷派宗務所出版部 2007
- 『近・現代真宗教学史研究序説 真宗大谷派における改革運動の軌跡』法藏館 2010
- 『信は生活にあり 高光大船の生涯』法藏館 2010
- 『苦労はいいもんや 聞法の生活』文栄堂 2014

### 共著編
- 『道ここに在り 高光大船の世界』福島和人共編 真宗大谷派宗務所出版部 2000
- 『大地の念仏者加賀の三羽烏講演録 宗祖親鸞聖人七百五十回御遠忌讃仰』児玉暁洋,松田章一共著 金沢教区宗祖親鸞聖人七百五十回御遠忌お待ち受け委員会 2011